# Geneva (Pennsylvanie)
Pour les articles homonymes, voir Geneva.
Geneva est une census-designated place située dans le comté de Crawford, dans le Commonwealth de Pennsylvanie, aux États-Unis. Sa population s’élevait à 109 habitants lors du recensement de 2010.

## Source
- (en) Cet article est partiellement ou en totalité issu de l’article de Wikipédia en anglais intitulé « Geneva, Pennsylvania » (voir la liste des auteurs).

1. ↑  (en) « US Gazetteer files: 2010, 2000, and 1990 », Bureau du recensement des États-Unis, 12 février 2011 (consulté le 23 avril 2011)